# Сливиньский, Ян (органист)
Ян Сливиньский (пол. Jan Śliwiński; 1833, Стопница, ныне Буский повет — 4 января 1893, Варшава) — польский органист и музыкальный педагог. Отец Юзефа Сливиньского.
Родился в семье музыкантов; утверждалось, что его дядя учился у Вольфганга Амадея Моцарта.
Учился в Варшаве у Юзефа Новаковского (фортепиано) и Августа Фрейера (гармония). Окончив курс, в 1851—1860 годах преподавал музыку в Стопнице и в Кельце. Затем вернулся в Варшаву, где поступил для продолжения образования в новооткрывшийся Варшавский институт музыки.
В 1863 году сам начал преподавать в институте курс начального фортепиано, затем занял пост профессора органа, в течение года преподавал также теорию музыки. По протекции директора института Аполлинария Контского одновременно в 1865—1879 годах музыкальный руководитель Собора Святого Иоанна Крестителя.
Ученики Сливиньского работали органистами в Москве, Петербурге, Варшаве, Вильне, Ковне, Житомире и других городах.